# Septendecillón
Un septendecillón, en la escala numérica larga usada tradicionalmente en  español, equivale a 10102, esto es un millón de sexdecillones:
| {\displaystyle un\;septendecill{\acute {o}}n=10^{102}} {\displaystyle un\;septendecill{\acute {o}}n=(1\,000\,000)^{17}} {\displaystyle un\;septendecill{\acute {o}}n=\scriptstyle \ 1\;000\;000\;000\;000\;000\;000\;000\;000\;000\;000\;000\;000\;000\;000\;000\;000\;000\;000\;000\;000\;000\;000\;000\;000\;000\;000\;000\;000\;000\;000\;000\;000\;000\;000} |

Esta palabra no es de uso corriente y no aparece en el Diccionario de la Real Academia ni en el Diccionario de uso del español de María Moliner.